# 末広雅洋
末広 雅洋（末廣 雅洋、すえひろ まさひろ、1962年6月9日 - ）は、日本の実業家。ソフトウェア会社ビーイング元代表取締役社長。

## 経歴
1962年6月9日に三重県で生まれる。
1981年に三重県立白山高等学校を卒業し、1988年6月にビーイングに入社した。2000年に同社の執行役員サポート部長に就任したのを皮切りにさまざまな役職に就任し、2008年12月、同月にビーイングが買収したプラスバイプラスドットコム（現在のプラスバイプラス）の代表取締役に就任した。2011年4月1日、ビーイング創業者の津田能成に次ぐ2代目取締役社長に就任した。

### 交通事故
2018年12月29日21時50分ごろ、津市本町を通る国道23号で、車道を横断しようとしていたタクシーの側面に衝突する交通事故を起こした。この事故によって、タクシーの運転手と乗客3人の計4人が死亡した。末広の運転する車（メルセデス・ベンツ 4代目Eクラス）の速度は、衝突時、制限速度をはるかに上回る時速146kmだった。この事故から1週間後の2019年1月6日、「一身上の都合により辞任したい旨の申し出」を行い、ビーイング代表取締役社長および子会社の取締役から退任した。

### 略歴
役職について、会社名が書かれていないものはすべてビーイングのものである。
- 1962年（昭和37年）6月9日 - 三重県で出生。
- 1981年（昭和56年）3月 - 三重県立白山高等学校卒業。
- 1988年（昭和63年）6月 - ビーイング入社。
- 2000年（平成12年）6月 - 執行役員サポート部長就任。
- 2003年（平成15年）6月 - 取締役サポート部長就任。
- 2004年（平成16年）1月 - 取締役総務部長兼サポート部長就任。
- 2008年（平成20年）12月 - プラスバイプラスドットコム（現、プラスバイプラス）代表取締役社長就任。
- 2010年（平成22年）7月 - 専務取締役総務部長兼サポート部長就任。
- 2010年（平成22年）11月 - 専務取締役（現任）就任。プラスバイプラス代表取締役会長就任。
- 2011年（平成22年）4月1日 - 代表取締役社長就任。
- 2018年（平成30年）12月29日 - 三重県津市内で交通事故を起こし、4人を死亡させた。
- 2019年（平成31年）1月6日 - 代表取締役社長、ビーイング子会社の取締役から退任。